# Expedição holandesa a Valdivia

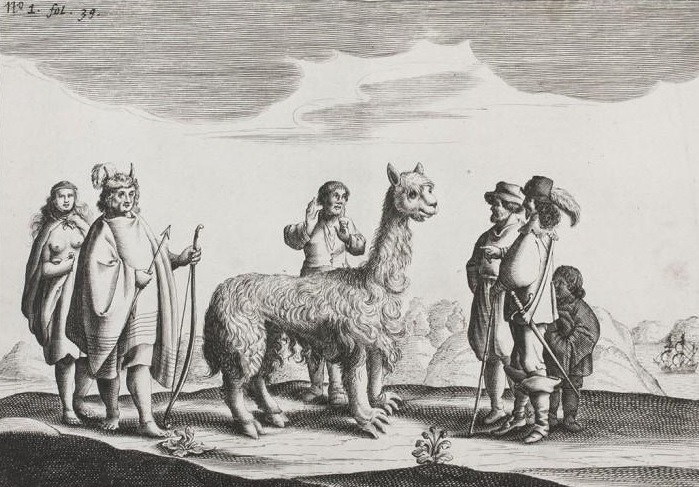
Detalhe do livro de 1646 Journael Ende Historis Verhael van de Reyse gedaen por Oosten de Straet le Maire, naer de Custen van Chili, onder het beleyt van den heer Generael Hendrick Brouwer, Inden Jare 1643

A expedição holandesa a Valdivia foi uma expedição naval, comandada por Hendrik Brouwer, enviada pela República Holandesa em 1643 para estabelecer uma base de operações e um entreposto comercial na costa sul do Chile. Com a Espanha e a República Holandesa em guerra, os holandeses desejavam tomar as ruínas da abandonada cidade espanhola de Valdivia. A expedição saqueou os assentamentos espanhóis de Carelmapu e Castro no arquipélago de Chiloé antes de navegar para Valdivia, tendo o apoio inicial dos nativos locais. Os holandeses chegaram a Valdivia em 24 de agosto de 1643 e batizaram a colônia de Brouwershaven depois de Brouwer, que havia morrido várias semanas antes. A efêmera colônia foi abandonada em 28 de outubro de 1643. No entanto, a ocupação causou grande alarme entre as autoridades espanholas. Os espanhóis reassentaram Valdivia e começaram a construção de uma extensa rede de fortificações em 1645 para evitar uma intrusão semelhante. Embora os contemporâneos considerassem a possibilidade de uma nova incursão, a expedição foi a última realizada pelos holandeses na costa oeste das Américas.